# Дом губернатора (Днепр)
«Дом губернатора» (укр. Будинок губернатора), «Дом Губернатора» — памятник истории и архитектуры национального значения в Днепре, Украина. Находится на углу проспекта Дмитрия Яворницкого и улицы Воскресенской. С 1887 года по 1917 год в доме располагалась официальная резиденция Екатеринославских губернаторов. После событий Гражданской войны в его помещениях находились различные учреждения. В 1983 году дом опустел и пришёл в упадок. Во второй половине 1990-х годов здание приобрёл «ПриватБанк» и после реставрации в нём разместилось одно из его отделений. С 2020 года в доме располагается «Музей истории Днепра». 

## История

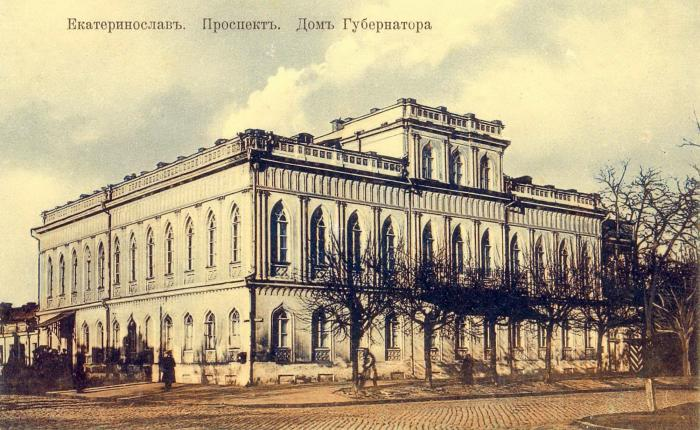
Дом губернатора, начало ХХ столетия

Дом возведён в городе Екатеринослав (ныне — Днепр) Екатеринославской губернии Российской империи в первой половине XIX века, вероятно, в 1840-х — 1850 годах, в качестве усадьбы майора в отставке Григория Ивановича Щербакова, управляющего Губернским Акцизным Управлением. Кирпичное двухэтажное здание с возвышающимся мезонином в средней части, выполнено в нетипичном для города неоготическом стиле с элементами романтизма. С 1850 года сооружение было несколько десятилетий в аренде Английского клуба. При посещении города в октябре 1863 года в нём проживал Николай Александрович, наследник цесаревич и великий князь, старший сын императора Александра II. В первой половине 1860-х годов в городе служил губернским архитектором Андрей Достоевский (брат знаменитого писателя), который по этому поводу заметил в своих воспоминаниях: «Квартира наследнику отведена в доме Щербакова, как лучшем в городе, а потому во всё пребывание наследника в городе наша улица сделалась самою многолюдною». 9 мая 1887 года здесь был проведён почётный обед в честь столетнего юбилея Екатеринослава. В 1887 году по инициативе губернатора Дмитрия Батюшкова здание было выкуплено у наследников Щербакова Министерством внутренних дел за 65 тыс. рублей для обустройства дома Екатеринославских губернаторов. В связи с этим за зданием закрепилось название «Дом Губернатора». 
Во время Гражданской войны в России дом неоднократно менял назначение, в нём располагались различные учреждения и ведомства. В частности, с декабря 1917 года был местом заседаний Совета рабочих и солдатских депутатов Екатеринослава, за что получил в народе название «екатеринославский Смольный». С 1919 года, кроме множества учреждений, в здании располагался губернский исполнительный комитет, впоследствии — Дом учителя, с 1934 года — Днепропетровский городской Дом пионеров (вплоть до конца 1980-х годов). Также здесь находился комитет Добровольного общества содействия армии, авиации и флоту, статистическое управление, союз молодёжных ансамблей и дискотеки и др.

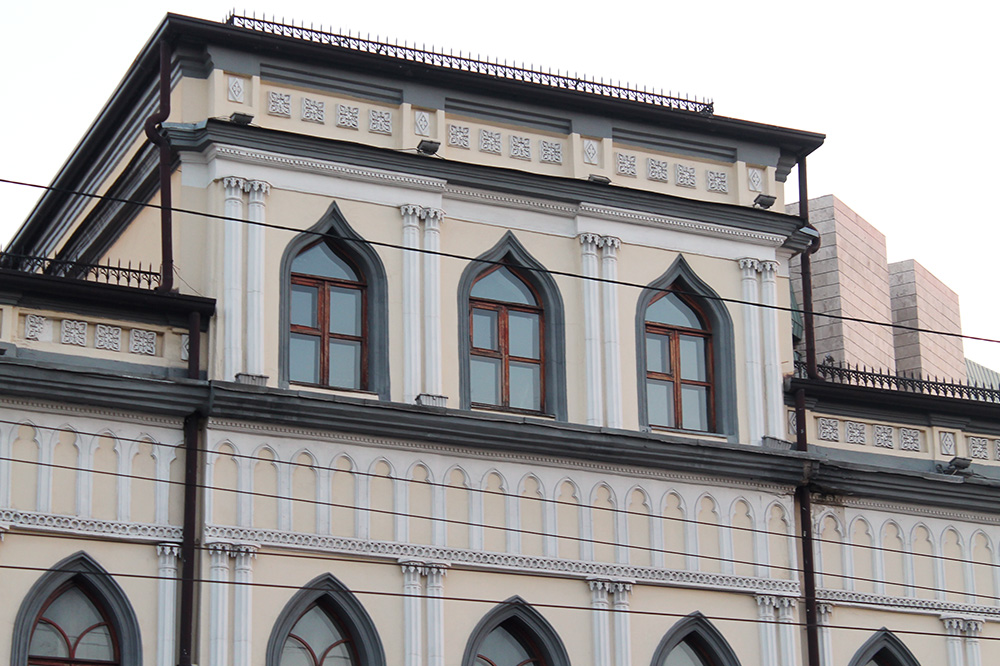
Мезонин Дома губернатора, сзади — здание Днепровского городского совета

С 1979 года памятник архитектуры республиканского значения (Постановление Совета Министров УССР от 06.09.1979 № 442; актуальный охранный номер 1076). В 1983 году дом опустел и быстро пришёл в упадок. В конце 1980-х планировалось превратить его в филиал Исторического или Художественного музея, но из-за нехватки средств планы не осуществились. В конце 1990-х годов «ПриватБанк» приобрёл и после капитального ремонта, завершённого в 1998 году, обустроил в Доме губернатора банковское отделение.
С 2020 года в здании располагается КП «Музей истории Днепра» Днепровского городского совета.